# El Prat de Llobregat
El Prat de Llobregat es un municipio y localidad española de la provincia de Barcelona, en la comunidad autónoma de Cataluña. El término municipal, ubicado en la comarca del Bajo Llobregat y en el área metropolitana de Barcelona, tiene una población de 66 184 habitantes (INE 2024).
En el municipio se encuentran infraestructuras de gran importancia para Barcelona como el aeropuerto de Barcelona (IATA:BCN), y, una vez finalizadas las obras del desvío del río Llobregat, una parte de la zona portuaria del puerto de Barcelona. La ciudad se encuentra a orillas del mar Mediterráneo y su término municipal, de una superficie de 31,40 km², linda con los de Barcelona, Hospitalet de Llobregat, Cornellá de Llobregat, San Baudilio de Llobregat y Viladecans. El terreno es prácticamente llano y su altitud máxima (5 m) se encuentra en la plaza de la Villa. El Prat de Llobregat es conocido también por su raza autóctona de gallos y gallinas, los pollos potablava. Se organiza anualmente la Feria Avícola del Prat de Llobregat para promocionarlos.

## Geografía

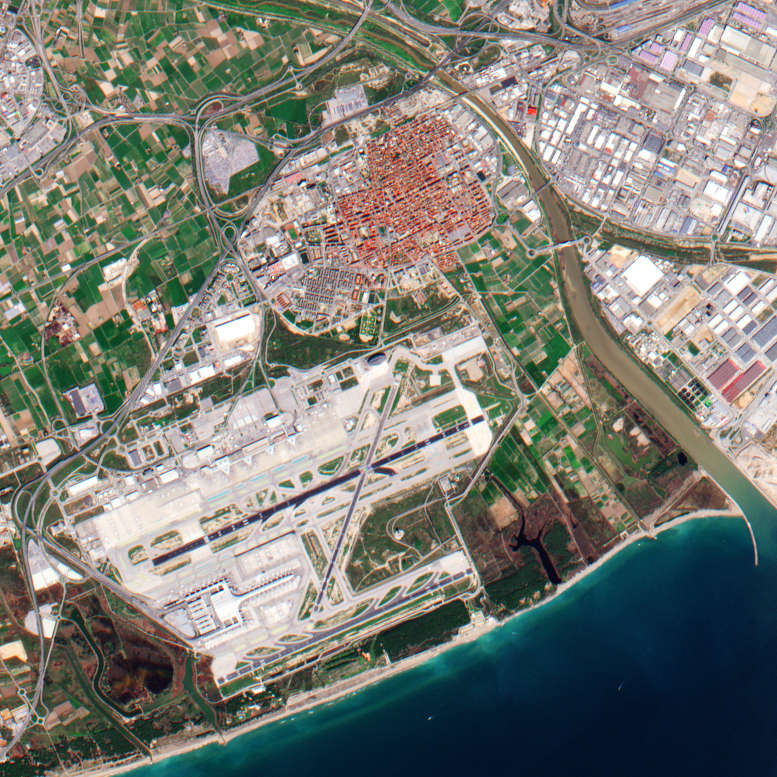
El Prat, visto por el satélite Sentinel-2 del programa Copérnico de la Agencia Espacial Europea

Integrado en la comarca de Bajo Llobregat, se sitúa a 12 km del centro de Barcelona. El término municipal está atravesado por autovía del Nordeste (A-2) en el pK 610, que ha sido renombrada como B-10 al ser considerada ya aquí una de las rondas de circunvalación de Barcelona (Ronda Litoral). Otras de las carreteras que cruzan el municipio son la C-31, que une Barcelona con Castelldefels, la autovía B-22, una vía rápida de acceso al Aeropuerto de Barcelona, la carretera B-204, que conecta con Gavá, y la carretera que circunvala el aeropuerto.
El relieve del municipio está caracterizado por la presencia del delta del río Llobregat, que desemboca en el mar Mediterráneo. En el límite con Viladecans se encuentra el estanque del Remolar, que forma parte de una reserva natural. El relieve es totalmente plano y la pendiente imperceptible. La altitud máxima es de 5 m sobre el nivel del mar en la plaza de la Villa.
| Noroeste: Sant Joan Despí y Cornellá de Llobregat | Norte: Hospitalet de Llobregat     | Noreste: Barcelona        |
| Oeste: San Baudilio de Llobregat                  |                                    | Este: Mar Mediterráneo    |
| Suroeste: San Baudilio de Llobregat               | Sur: Viladecans y Mar Mediterráneo | Sureste: Mar Mediterráneo |

### Clima
Prat de Llobregat tiene un clima mediterráneo típico. De acuerdo a la clasificación climática de Köppen el clima de El Prat de Llobregat es de tipo Csa (mediterráneo).
La temperatura media anual se sitúa alrededor de los 16 °C, que van de los 9,2 °C en enero a los 24,4 °C en agosto, siendo así la amplitud térmica anual de 15,6 °C. En invierno las heladas son ocasionales, con una media de casi cuatro días al año, y las nevadas son excepcionales, con una media de menos de un día cada dos años. En verano las máximas no son demasiado altas, con 28,5 °C de media en agosto, pero las mínimas superan ligeramente los 20 °C en este mes. Por otra parte, la oscilación térmica diaria es reducida, situándose en 8,5 °C.
La precipitación anual se sitúa algo por debajo de los 600 mm. El mínimo de precipitación se da en la primera mitad del verano, en junio y julio con una media ligeramente superior a los 20 mm en este último, sin embargo, a pesar de tener un clima mediterráneo de tipo Csa caracterizado por un verano seco, el mes de agosto (el más cálido) resulta el tercer mes más lluvioso del año, con una media ligeramente superior a los 60 mm. El máximo de precipitaciones se da entre agosto y noviembre, con una media ligeramente por encima de los 90 mm en octubre, el mes más lluvioso. La humedad media del 69 % es significativa debido a la condición marítima de la ciudad, variando poco a lo largo del año.
A continuación se muestra una tabla con los valores climatológicos en el periodo de referencia 1981-2010 del observatorio de la AEMET situado en el Aeropuerto de Barcelona-El Prat, situado a 4 m sobre el nivel del mar. Nótese que los valores extremos están también tomados en el periodo 1981-2010.
| Parámetros climáticos promedio de Observatorio del Aeropuerto Josep Tarradellas Barcelona-El Prat 4 m s. n. m. (periodo de referencia: 1991-2020, extremos: 1924-actualidad) | Parámetros climáticos promedio de Observatorio del Aeropuerto Josep Tarradellas Barcelona-El Prat 4 m s. n. m. (periodo de referencia: 1991-2020, extremos: 1924-actualidad) | Parámetros climáticos promedio de Observatorio del Aeropuerto Josep Tarradellas Barcelona-El Prat 4 m s. n. m. (periodo de referencia: 1991-2020, extremos: 1924-actualidad) | Parámetros climáticos promedio de Observatorio del Aeropuerto Josep Tarradellas Barcelona-El Prat 4 m s. n. m. (periodo de referencia: 1991-2020, extremos: 1924-actualidad) | Parámetros climáticos promedio de Observatorio del Aeropuerto Josep Tarradellas Barcelona-El Prat 4 m s. n. m. (periodo de referencia: 1991-2020, extremos: 1924-actualidad) | Parámetros climáticos promedio de Observatorio del Aeropuerto Josep Tarradellas Barcelona-El Prat 4 m s. n. m. (periodo de referencia: 1991-2020, extremos: 1924-actualidad) | Parámetros climáticos promedio de Observatorio del Aeropuerto Josep Tarradellas Barcelona-El Prat 4 m s. n. m. (periodo de referencia: 1991-2020, extremos: 1924-actualidad) | Parámetros climáticos promedio de Observatorio del Aeropuerto Josep Tarradellas Barcelona-El Prat 4 m s. n. m. (periodo de referencia: 1991-2020, extremos: 1924-actualidad) | Parámetros climáticos promedio de Observatorio del Aeropuerto Josep Tarradellas Barcelona-El Prat 4 m s. n. m. (periodo de referencia: 1991-2020, extremos: 1924-actualidad) | Parámetros climáticos promedio de Observatorio del Aeropuerto Josep Tarradellas Barcelona-El Prat 4 m s. n. m. (periodo de referencia: 1991-2020, extremos: 1924-actualidad) | Parámetros climáticos promedio de Observatorio del Aeropuerto Josep Tarradellas Barcelona-El Prat 4 m s. n. m. (periodo de referencia: 1991-2020, extremos: 1924-actualidad) | Parámetros climáticos promedio de Observatorio del Aeropuerto Josep Tarradellas Barcelona-El Prat 4 m s. n. m. (periodo de referencia: 1991-2020, extremos: 1924-actualidad) | Parámetros climáticos promedio de Observatorio del Aeropuerto Josep Tarradellas Barcelona-El Prat 4 m s. n. m. (periodo de referencia: 1991-2020, extremos: 1924-actualidad) | Parámetros climáticos promedio de Observatorio del Aeropuerto Josep Tarradellas Barcelona-El Prat 4 m s. n. m. (periodo de referencia: 1991-2020, extremos: 1924-actualidad) |
| Mes | Ene. | Feb. | Mar. | Abr. | May. | Jun. | Jul. | Ago. | Sep. | Oct. | Nov. | Dic. | Anual |
| --- | --- | --- | --- | --- | --- | --- | --- | --- | --- | --- | --- | --- | --- |
| Temp. máx. abs. (°C) | 23.8 | 24.5 | 27.5 | 26.5 | 32.0 | 35.0 | 36.0 | 37.4 | 34.0 | 30.4 | 27.0 | 27.0 | 37.4 |
| Temp. máx. media (°C) | 14.0 | 14.5 | 16.4 | 18.5 | 21.7 | 25.5 | 28.3 | 28.9 | 26.0 | 22.3 | 17.6 | 14.5 | 20.7 |
| Temp. media (°C) | 9.7 | 10.2 | 12.3 | 14.5 | 17.8 | 21.7 | 24.5 | 25.1 | 22.1 | 18.3 | 13.3 | 10.4 | 16.6 |
| Temp. mín. media (°C) | 5.5 | 5.9 | 8.1 | 10.4 | 13.8 | 17.9 | 20.8 | 21.3 | 18.0 | 14.3 | 9.1 | 6.2 | 12.6 |
| Temp. mín. abs. (°C) | -7.2 | -6.6 | -1.4 | 0.1 | 3.0 | 7.8 | 11.4 | 9.5 | 7.6 | 3.8 | -1.4 | -8.0 | -8.0 |
| Precipitación total (mm) | 41 | 30 | 42 | 47 | 42 | 26 | 27 | 51 | 86 | 82 | 46 | 37 | 570 |
| Días de precipitaciones (≥ 1 mm) | 4.2 | 3.4 | 4.4 | 5.6 | 4.6 | 3.1 | 2.1 | 4.2 | 6.0 | 6.4 | 4.6 | 3.9 | 53.1 |
| Días de nevadas (≥ 0,01 mm) | 0.0 | 0.2 | 0.1 | 0.0 | 0.0 | 0.0 | 0.0 | 0.0 | 0.0 | 0.0 | 0.1 | 0.0 | 0.4 |
| Horas de sol | 136 | 164 | 214 | 228 | 257 | 267 | 298 | 273 | 222 | 177 | 135 | 118 | 2520 |
| Humedad relativa (%) | 68 | 67 | 68 | 68 | 67 | 65 | 65 | 66 | 68 | 72 | 69 | 69 | 68 |
| Fuente: Agencia Estatal de Meteorología | | | | | | | | | | | | | |

A continuación algunos récords climatológicos registrados en el observatorio de la AEMET situado en Alicante, considerados a partir del año 1924 para la temperatura y precipitación y a partir de 1961 para el viento. El récord de temperatura máxima absoluta es de 37,4 °C registrada el 27 de agosto de 2010, y la mínima de −8 °C registrada el 27 de diciembre de 1962. La precipitación máxima en un día es de 186,7 mm registrados el 25 de septiembre de 193, y la máxima racha de viento es de 139 km/h registrada el 15 de noviembre de 2001.

## Historia
El Prat es el único municipio creado cuyo territorio se encuentra íntegramente en el delta del Llobregat. Las tierras de El Prat comienzan a ser habitadas hacia el siglo X, mucho antes de la creación del núcleo urbano. A finales del siglo XVII El Prat todavía no formaba poblado pero poseía una vida legal independiente con un consejo y unas ordenaciones municipales desde 1689.
El siglo XVII es el del nacimiento de El Prat urbano. Así, entre 1720 y 1740 comienzan a construirse las primeras casas alrededor de los edificios de la plaza, hecho motivado por la autorización concedida a Bernat Gual, un granjero, para abrir una carnicería próxima a un cruce de caminos (lo que hoy es la plaza de la Villa). Posteriormente, se concedía el derecho papal para tener una parroquia propia, y más tarde crecían a los alrededores el hostal (que hacía las funciones de taberna y panadería, aparte de las que su nombre indica). La apertura de la carnicería, su buena situación, la construcción de la parroquia y la del hostal, favorecieron que varios artesanos se instalaran en el lugar. A lo largo del siglo las casas se agruparán en dos hileras que se extenderán paralelamente hacia el norte resiguiendo los dos lados de uno de los caminos. Así se formará la primera calle del pueblo, la única que habrá durante mucho tiempo: la calle Mayor.
Poco después el pequeño núcleo se ve favorecido por la barca que el mismo Bernat Gual pone en servicio para pasar el río, ya que para ir a comerciar a Barcelona se requería remontar el río (que en aquel tiempo transcurría justo al este de la hilera de casas) hasta el primer puente, en Martorell, a 23 km de allí, lo que suponía un viaje de un día solo para ir. Con la barca, el trayecto quedó reducido a ocho kilómetros, cosa que hizo que muchos más campesinos se interesaran en instalarse en El Prat.
Al empezar el siglo XIX, la economía de la población está basada todavía en una agricultura tradicional, fundamentada en el trabajo familiar y en la contratación temporal de jornaleros en los momentos de más trabajo. A lo largo del siglo, el crecimiento de la actividad agrícola, juntamente con el incremento demográfico, provocará un aumento del número de jornaleros. Estos, junto a los artesanos, serán los artífices del crecimiento del núcleo urbano.
A mediados del siglo XIX, la villa tenía contabilizada una población de 1615 habitantes. Aparece descrita en el decimotercer volumen del Diccionario geográfico-estadístico-histórico de España y sus posesiones de Ultramar de Pascual Madoz de la siguiente manera:

PRAT DE LLOBREGAT (el): v. con ayunt. en la prov., aud. terr., c. g. y dioć. de Barcelona (1 leg.), part. jud. de San Feliú de Llobregat (1 1/4): sit. en un llano, con buena ventilacion y clima templado y sano. Tiene 350 casas, la consistorial, cárcel, una escuela de instruccion primaria dotada con 3,200 rs. vn., concurrida por 114 alumnos, una igl. parr. (San Pedro y San Pablo) servida por un cura de térm. de provision real y del capiscol de la Sta. igl. cated., y 2 vicarios; en el centro de la pobl. está el cementerio, pero se trata de construir uno rural. El térm. confina N. y O. San Baudilio de Llobregat; E. Hospitalet, y S. el mar Mediterráneo. El terreno es de secano, arenisco y salitroso en su mayor parte; el r. Llobregat le fertiliza algun tanto, pero tambien causa perjuicios en sus desbordaciones; le cruzan varios caminos locales. El correo se recibe diariamente de Barcelona, por medio de balijero. prod.: trigo, legumbres y vino de inferior calidad; cria caza de codornices. pobl.: 320 vec., 1,615 alm. cap. prod.: 10.926,606 rs. imp.: 271,938.
(Madoz, 1849, pp. pp=207-208)

La construcción del puente de Ferran Puig para cruzar el río (1873), la llegada del ferrocarril (1881) y el descubrimiento del agua artesiana (1893) abrieron perspectivas de desarrollo a la población que se materializarán en el siglo XX.
El Prat afronta la entrada del nuevo siglo con un hecho fundamental en el campo: la consolidación de los cultivos de regadío, que han conseguido desbancar totalmente a los cereales de secano. Casi todas las tierras han sido adaptadas a los nuevos productos, mucho más rentables, y eso ha repercutido en la mejora de la situación general de la población agrícola y jornalera. El Prat vive unos años de expansión gracias a la comercialización de los excedentes agrícolas, y gozan de especial reconocimiento por su calidad la alcachofa, la lechuga y el melón. Los avances en la actividad agrícola vienen causados por iniciativas como el Canal de la Derecha del Llobregat, la explotación de pozos artesianos y la roturación de nuevos terrenos próximos al mar.
La ruptura con las formas de vida tradicionales vendrá provocada, básicamente, por la llegada de la industria y la instalación de la aviación. El paso de mano de obra del campo a la fábrica, la llegada masiva de trabajadores de otros lugares y la consolidación de la semanada en substitución del inseguro jornal, contribuirán a alterar profundamente la configuración social y cultural de El Prat. En 1917, con la instalación de la Papelera Española, en 1923 con los tres aeródromos en funcionamiento (eran los campos de la Aeronáutica Naval, el de Josep Canudas y el de la compañía francesa Latecoère) y en 1926 con la puesta en funcionamiento de La Seda, serán años clave en el proceso de transición de la sociedad agraria a la industrial.
La consolidación del proceso industrializador comportará la llegada masiva de nuevos pobladores que se encontrarán con una ciudad que no está preparada para acoger este flujo demográfico. El Prat de 1950 tenía 10 038 habitantes y 25 años más tarde, en 1975, la población total era de 51 058 personas. Los principales déficit se sitúan en la falta de viviendas y de plazas escolares pero también se hacen evidentes en los servicios, especialmente en el agua y en el alcantarillado.
A lo largo de los años 1970, El Prat vivió un importante crecimiento, no siempre equilibrado, para adaptarse a la nueva realidad social. En los años 1980 el crecimiento urbano continuó y se ampliaron los polígonos industriales con la llegada de nuevas empresas. Las preocupaciones urbanísticas van dirigidas a conseguir una mejora en los equipamientos, especialmente en los barrios más densificados y con más carencias, en un intento de racionalizar el urbanismo incontrolado de las décadas anteriores y equilibrar el crecimiento.

## Demografía
El Prat de Llobregat cuenta con una población de 66 184 habitantes (INE 2024).
| Gráfica de evolución demográfica de El Prat de Llobregat entre 1842 y 2021                                          |
| |
| Población de derecho según los censos de población del INE Población de hecho según los censos de población del INE |

Después de vivir fuertes aumentos demográficos a partir de mediados del siglo XX, la población del Prat se mantiene más o menos estable desde 1980. En el año 2010 es el cuarto municipio en población del Bajo Llobregat, después de Cornellá, San Baudilio y Viladecans.

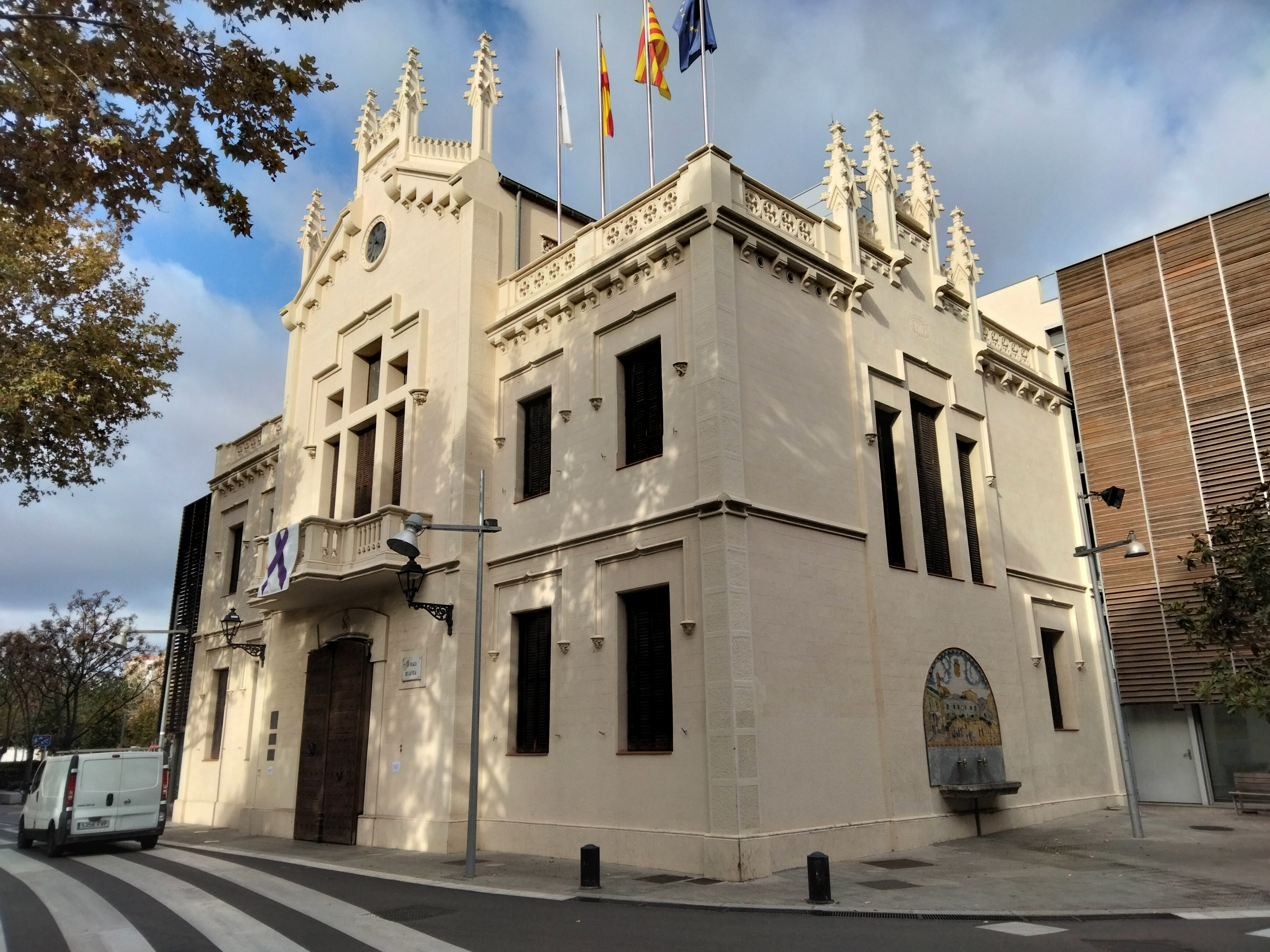
Ayuntamiento de El Prat

## Administración y política

### Gobierno municipal
| Periodo   | Nombre                   | Partido | Partido                                                                |
| --------- | ------------------------ | ------- | ---------------------------------------------------------------------- |
| 1979-1982 | Antonio Martín Sánchez   |         | Partit Socialista Unificat de Catalunya (PSUC)                         |
| 1982-1987 | Luis Tejedor Ballesteros |         | Partit Socialista Unificat de Catalunya (PSUC)                         |
| 1987-2019 | Luis Tejedor Ballesteros |         | Iniciativa per Catalunya Verds-Esquerra Unida i Alternativa (ICV-EUiA) |
| 2019-2025 | Lluís Mijoler Martínez   |         | El Prat en Comú (EPeC)                                                 |
| 2025-act. | Alba Bou Jordà           |         | El Prat en Comú (EPeC)                                                 |

| Partido político                                                       | 2023                | 2023                | 2023                | 2019                | 2019                | 2019                | 2015    | 2015  | 2015       | 2011  | 2011  | 2011       | 2007  | 2007  | 2007       |
| Partido político                                                       | %                   | Votos               | Concejales          | %                   | Votos               | Concejales          | %       | Votos | Concejales | %     | Votos | Concejales | %     | Votos | Concejales |
| El Prat en Comú (ECP)                                                  | 32,40               | 8227                | 9                   | 33,48               | 9940                | 11                  | —       | —     | —          | —     | —     | —          | —     | —     | —          |
| Partit dels Socialistes de Catalunya (PSC)                             | 22,15               | 5624                | 6                   | 21,25               | 6310                | 7                   | 14,6    | 3848  | 4          | 19,43 | 4504  | 5          | 25,39 | 5894  | 7          |
| Esquerra Republicana de Catalunya (ERC)                                | 9,83                | 2496                | 3                   | 11,27               | 3347                | 3                   | 8,94    | 2385  | 2          | 4,86  | 1126  | 0          | 5,93  | 1377  | 1          |
| Partit Popular de Catalunya (PP)                                       | 8,03                | 2039                | 2                   | 4,52                | 1343                | 0                   | 9,05    | 2385  | 2          | 19,47 | 4515  | 6          | 14,09 | 3270  | 4          |
| Jóvenes y Pensionistas Decidimos (JPD)                                 | 7,49                | 1903                | 2                   | —                   | —                   | —                   | —       | —     | —          | —     | —     | —          | —     | —     | —          |
| Vox                                                                    | 7,38                | 1874                | 2                   | 1,22                | 365                 | 0                   | —       | —     | —          | —     | —     | —          | —     | —     | —          |
| Junts per Catalunya (JxC)-Convergència i Unió (CiU)                    | 6,29                | 1597                | 1                   | 4,83                | 1435                | 0                   | 5,59    | 1938  | 1          | 10,11 | 2344  | 3          | 9,11  | 2115  | 2          |
| Ciutadans (CS)                                                         | 4,28                | 1088                | 0                   | 9,74                | 2893                | 3                   | 8,63    | 2275  | 2          | 2,95  | 683   | 0          | 4,21  | 978   | 0          |
| Podemos-Se Puede el Prat                                               | Con El Prat en Comú | Con El Prat en Comú | Con El Prat en Comú |                     | 1524                | 1                   | 9379\|2 | —     | —          | —     | —     | —          | —     |       |            |
| Iniciativa per Catalunya Verds-Esquerra Unida i Alternativa (ICV-EUiA) | Con El Prat en Comú | Con El Prat en Comú | Con El Prat en Comú | Con El Prat en Comú | Con El Prat en Comú | Con El Prat en Comú | 35,59   | 9379  | 11         | 37,55 | 8706  | 11         | 38,66 | 8973  | 11         |
| Ganemos                                                                | Con El Prat en Comú | Con El Prat en Comú | Con El Prat en Comú | Con El Prat en Comú | Con El Prat en Comú | Con El Prat en Comú | 6,44    | 1697  | 1          | —     | —     | —          | —     | —     | —          |

### Proyectos y futuro

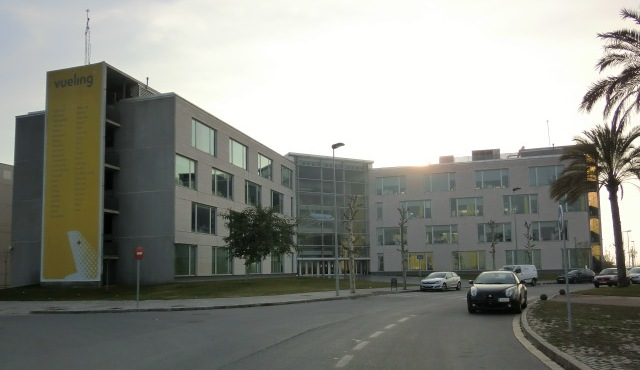
La sede de Vueling Airlines en El Prat de Llobregat

El principal proyecto de cara al futuro del Prat son los ensanches que expandirán el núcleo urbano hacia el norte y hacia el sur. El soterramiento de las vías del tren, que suponían un obstáculo al crecimiento hacia el norte, dejó vía libre para hacer crecer la ciudad, que hasta entonces se había visto ahogada por el aeropuerto, las industrias y las vías. El ensanche sur, en cambio, cubre la franja que queda entre el núcleo urbano, el aeropuerto y los campos, uniendo así el barrio de San Cosme con el de la Granja (fase ya finalizada), y el último con el de la Barceloneta.
Principales proyectos para El Prat:
- Ensanches norte y sur
- Campos públicos de fútbol (en estas instalaciones, habrá alrededor de 6 campos de fútbol 7 - en construcción)
- Estación intermodal (en construcción)
- Museo de cultura de la aviación
- Parque del río - Construido
- Base de Remo en el Río Llobregat
- Parque del litoral
- Pitch and Putt en Can Camins
- ZAL (Zona de Actividades Logísticas) Prat
- Muelle del Prat del Puerto de Barcelona (en construcción)
- Llegada de las líneas 1, 2 y 9 del Metro de Barcelona (en construcción)
- Llegada del AVE (Alta Velocidad Española) Madrid - Lérida - Barcelona - Frontera francesa (en construcción - Línea terminada pero sin parar ningún tren en el municipio).
- Estadio Cornellà-El Prat, propiedad del RCD Espanyol (compartido con Cornellá de Llobregat) - Construido
- Ciudad Aeroportuaria
- Nueva terminal T1 del aeropuerto Josep Tarradellas Barcelona-El Prat. Construida y en funcionamiento
- Puente Nelson Mandela (El Prat de Llobregat) - Construido
- Aparcamientos Subterráneos Construidos
- La Seda Towers (12 plantas) ubicación: La Seda de Barcelona, polígono industrial Enkalene
- Hangar de mantenimiento de Iberia con 12 600 m cuadrados construidos.

## Economía

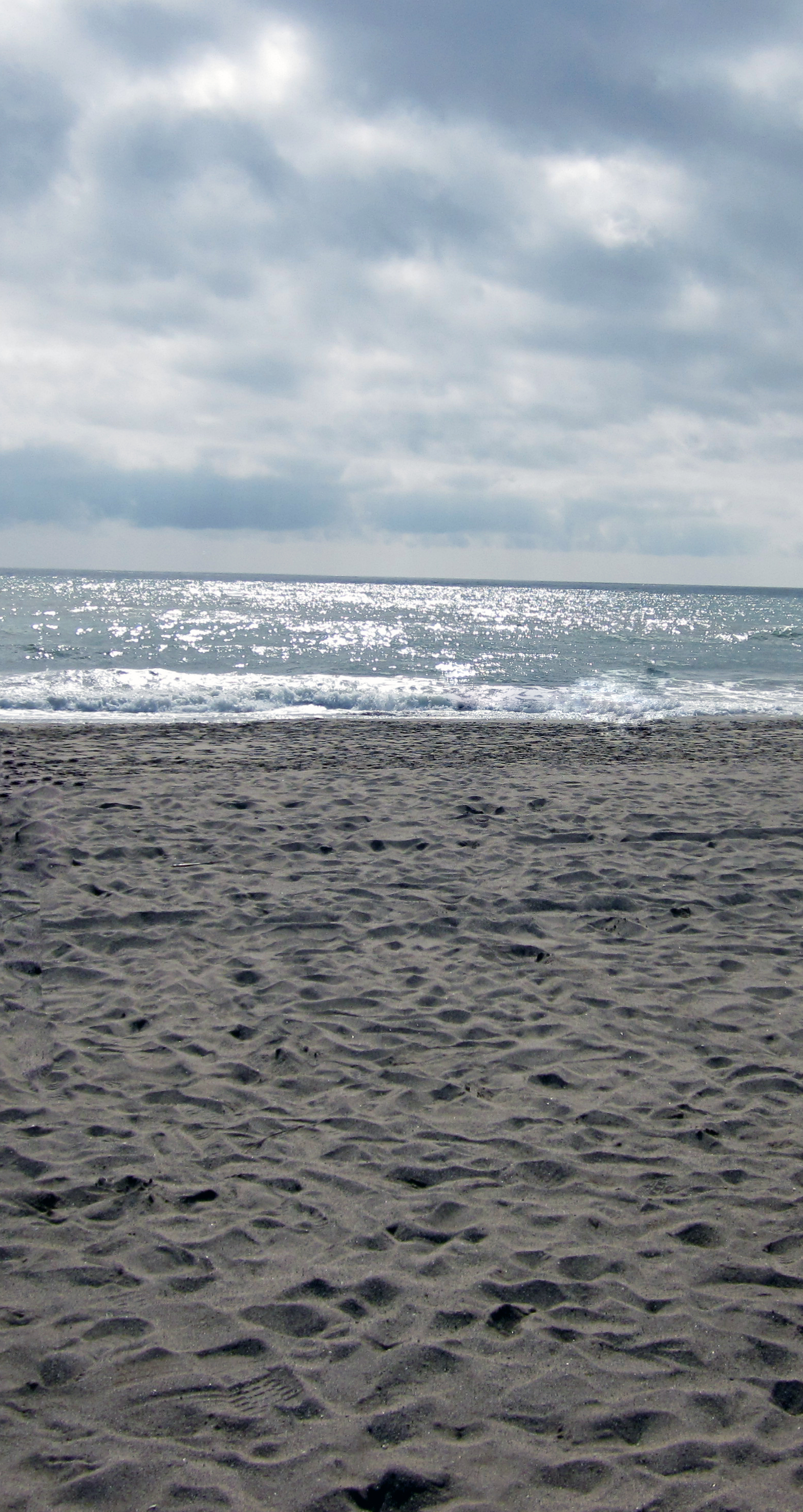
La playa de El Prat de Llobregat

El Prat de Llobregat es una ciudad tradicionalmente agrícola que luego se convirtió en eminentemente industrial, ha vivido una profunda transformación en los últimos años, con el cierre de una de las sedes de La Seda de Barcelona, el cese de las actividades de FISIPE en 2003 y el inminente cierre de la papelera Sarrió/Reno de Médici. En la actualidad la economía de la ciudad se está reorientando a los servicios. En el polígono industrial Mas Blau se encuentran numerosas empresas de servicios, logística y distribución que también prestan servicio al cercano aeropuerto, y la ampliación del puerto de Barcelona al término municipal de El Prat de Llobregat tiene potencial para atraer nuevas empresas al cercano polígono industrial Pratense.
Estos son los polígonos industriales de El Prat:
- Polígono industrial Estruch
- Polígono industrial Pratenc
- Polígono industrial Fondo d´en Peixo
- Polígono industrial Cal Saio
- Polígono industrial Ca l´Alaio
- Polígono industrial Enkalene
- Polígono industrial Mas Mateu
- Parque de negocios Mas Blau I
- Parque de negocios Mas Blau II
- Zona de actividades logísticas ZAL-Prat

Un total de 14 170 personas aprox. trabajan en estos polígonos sin contar la ZAL-Prat.
En el término municipal también se encuentra una fábrica de cervezas Damm, los servicios centrales de Caixa de Catalunya, una fábrica de productos lácteos de la empresa Pascual, la fábrica SEAT Componentes y la fábrica de pinturas Titán, para mencionar algunas de las empresas y marcas más conocidas en España.
Los servicios de transporte de pasajeros prestan servicio a El Prat de Llobregat son:
- La red de cercanías de Renfe. Paran trenes de la línea 2 de cercanías (Massanet - S. Vicente de Calders) y trenes de Media Distancia de la línea R15
- Las líneas X2 (Plaza España - El Prat), 105 (El Prat - Aeropuerto), N16 (Plaza Cataluña - Castelldefels, servicio nocturno), N17 (Plaza Cataluña - Aeropuerto, servicio nocturno), 165 (Plaza España - El Prat), 46 (Plaza España - Aeropuerto) y 21 (Paralelo - El Prat) de los autobuses urbanos de Barcelona.
- La Línea L10 (Hospitalet - El Prat) de los autobuses municipales de Hospitalet de Llobregat
- La línea L78 (El Prat- San Baudilio de Llobregat) de la empresa Oliveras
- Autobuses interurbanos de la empresa Mohn S.A.
- El servicio de taxis de la corporación metropolitana de Barcelona
- Las líneas de metro L9 y L10, que enlazan con el Aeropuerto y la Zona Franca.
- En el futuro, El Prat contará con una estación intermodal que será el punto de partida de la lanzadera al aeropuerto y contará con las paradas del AVE, de la 2 de cercanías, 36 de Media Distancia y de las líneas 1, 2 y 9 del metro de Barcelona.

## Servicios
El Prat de Llobregat dispone de los siguientes centros educativos públicos:
Guarderías
- Una miqueta de Joc (cerrada permanentemente)
- Sol Solet
- Dumbo
- El Cabusset
- La Vailets
- El Xumet del Prat
- Llar d'infants Hello Kitty
- La Blaveta

Centros de educación infantil y primaria (CEIP)
- Joan Maragall
- Jacint Verdaguer
- Charles Darwin
- Josep Tarradellas
- Bernat Metge
- Escola del Parc
- Galileo Galilei
- Sant Jaume
- Jaume Balmes
- Institut-Escola Pepa Colomer
- Ramon Llull
- Institut -Escola del Prat

Centros concertados (educación primaria y secundária)
- Colegio Seda
- Col·legi Nuestra Señora del Mar García-Lorca
- Escuela Mare de Déu del Carme

Centros de educación secundaria (IES)
- Estany de la Ricarda
- Baldiri Guilera
- Salvador Dalí
- Institut Ribera Baixa[10]
- Institut Rosa Ribes
- Institut-Escola Pepa Colomer
- Institut-Escola del Prat

Centros de Formación Profesional (FP)
- INS Les Salines[11]
- Illa dels Banyols

Centro de educación especial (CEE)
- Can Rigol

Escuelas de adultos (EPA)
- Terra Baixa

## Símbolos
El escudo del Prat de Llobregat se define por el siguiente blasón:

Escudo losanjado: de azur, una espada de argén ornamentada de oro y una llave de oro con el diente en la cabeza y mirando hacia dentro pasadas en sautor. Por timbre una corona mural de pueblo.

Fue aprobado el 29 de marzo de 2001 y publicado en el DOGC el 23 de abril del mismo año con el número de documento 3373.

## Cultura
Entidades artes escénicas
- La Noria Teatre, dirigida por Aytor Castro y Rubén Iglesias.
- Teatre Kaddish
- Puro Teatro
- Cía. Els Bitxos

Entidades deportivas
- Associació Esportiva Básquet Pratenc (Desde 1994)
- Club Bàsquet Prat
- Terlenka FC
- Atlètic Delta Prat
- Asociación Deportiva Prat
- Club Voleibol Prat
- Agrupació Ciclista el Prat

Entidades de cultura popular
- Picacrestes del Prat
- Castellers del Prat
- Amics del Prat
- Associació Gegantera Delta Prat
- Gegants del Prat
- Colla de Diables del Prat
- Ball de Diables del Prat
- Amics de la Sardana
- La cultural Dels Sants Metges
- Colla Trabucaire del Prat: Carrabiners i contrabandistes

Entidades de ocio
- Centro d'Esplai Sant Pere i Sant Pau
- AEiG Anton Vilà
- AEiG Conxita Busquets
- AEiG Pingu

Instalaciones deportivas y culturales
- Polideportivo municipal Sagnier: Cuenta con numerosas instalaciones; como piscinas, sala de musculación, sala de gimnasio, sauna, baño de vapor, squash, campo de fútbol, pabellón cubierto, pistas de atletismo, una pista exterior de fútbol sala y ocho vestuarios. Las dimensiones del terreno de juego del campo de fútbol son 106 x 67 m, con césped artificial de última generación. El aforo es de 150 personas en tribuna cubierta, 250 personas en asiento y 600 personas general de pie.
- Complejo deportivo municipal Estruch
- Complejo deportivo municipal Julio Méndez
- complejo deportivo municipal Fondo d'en Peixo
- La Capsa: Centro de Cultura Contemporánea del Prat. Es una equipación municipal del departamento de cultura del municipio del Prat de Llobregat en activo desde junio de 1995
- Cèntric: biblioteca Antonio Martín, archivo municipal, etc.

### Fiestas patronales
Fiesta mayor
La fiesta mayor se celebra el último fin de semana de septiembre de cada año, coincidiendo con las fiestas de la Merced en Barcelona, aunque es una coincidencia puramente temporal, puesto que la fiesta mayor del Prat se debe a San Cosme y San Damià, También son patrones de la localidad San Pere y San Pau. Esta fiesta se celebra durante 4 días, empezando un viernes mientras que acaba un lunes, que también es considerado festivo. En el primer día de fiesta, viernes, se da un pregón en el Ayuntamiento del Prat, donde el alcalde o un personaje importante o significativo relacionado con la ciudad, anuncia el comienzo de estas fiestas y se celebran actos locales (como los castellers).
Feria avícola
La feria avícola del Prat de Llobregat es una feria avícola que se celebra en el Prat de Llobregat desde el año 1975 para promocionar la raza de pollos potablava autóctona de la población. La feria se celebra anualmente alrededor de la segunda semana de diciembre y es una de las ferias de aves navideñas más importantes de las que se hacen en toda Cataluña. En la feria se exponen ejemplares vivos de pollos y capós de pata azul. Se encuentran una media de 30 criadores. También se hace un concurso de pollos potablava, una exposición ganadera con animales de granja, una muestra agrícola y otras actividades, como por ejemplo baile de gigantes o un pasacalle. Antiguamente, la feria se encontraba en el aparcamiento cercano a la carretera Marina y a la avenida Once de Septiembre. Desde 2017, la Feria Avícola se localiza en la ya reconstruida Granja de la Ricarda. El motivo del traslado a una nueva ubicación fue su amplitud y mejoría de espacio. La edición en que se celebró la primera Feria Avícola en esta nueva localización fue la número 44.

## Patrimonio
En el término municipal se encuentran algunos edificios de cierto interés histórico y arquitectónico:
La telegrafía, obra del arquitecto Josep Puig i Cadafalch en 1911 es la única estación telegráfica de la Marconi Wireless Telegraph Company que se conserva en territorio español. Se ha reformado recientemente y en la actualidad se encuentra en terreno del Aeropuerto de Barcelona y el acceso está controlado por AENA.
La Granja la Ricarda es un edificio del modernismo catalán construido en 1907. Aunque su autoría no está clara, algunos la atribuyen al arquitecto militar Francisco Bastos. Fue una de las granjas más modernas de su época, dedicada a la producción de leche. Para la ampliación del aeropuerto fue trasladada y se reconstruyó pieza a pieza en el Prat de Llobregat, en el camí de Cal Silet.
El mural de cerámica de la terminal B del aeropuerto, obra de Joan Miró, 1970.
La casa consistorial en la plaza de la Villa, edificio neogótico del año 1905
La torre Balcells que actualmente alberga una de las 3 bandas de música municipales y el centro de interpretación del delta del Río Llobregat
El edificio del colegio de la Seda, antigua biblioteca y posteriormente colegio de la fábrica de La Seda de Barcelona
El cuartel de Carabineros y la casa Semáforo, recientemente reformados se puede visitar y entrar dentro por una pasarela construida en su interior, en un lugar de gran belleza.
El Artesà, antiguo teatro levantado por los campesinos y ciudadanos de la villa en la primera década del siglo XX. Actualmente el ayuntamiento pretende derribarlo para construir uno nuevo, una parte de la ciudadanía se opone creando una plataforma. El bar colindante ha sido reformado y actualmente se encuentra en buen estado. En el año 2019 se terminaron las obras de reforma del Teatro Artesano.
La Casa Gomis, edificio racionalista obra de Antoni Bonet y situada en la finca de La Ricarda.

## Localidades hermanadas
Las localidades hermanadas con El Prat son Garrovillas de Alconétar (España), Gibara (Cuba), Kukra Hill (Nicaragua) y el condado de Fingal (Irlanda).

## Hijos predilectos
- Jaume Casanovas i Parellada: empresario agrícola
- Jaume Codina i Vilà: historiador
- Àngel García i Vidal: dibujante
- Josep Marín i Sospedra: atleta
- Jordi Llopart i Ribas: atleta
- Lydia Bosch: actriz y presentadora de televisión
- Enric Rufas i Bou: dramaturgo y guionista de cine y televisión
- Alfred García: concursante y finalista de Operación Triunfo 2017. Representante de España en el Festival de Eurovisión 2018
- Josep Linuesa: actor
- Risto Mejide: presentador y publicista
- Joan Marimón Padrosa: guionista y director de cine
- Mucho Muchacho: rapero de hip-hop
- Toñi Moreno: presentadora de televisión
- Rosa Ribas: escritora y columnista
- Daniel Plaza: atleta